# レリッシュ

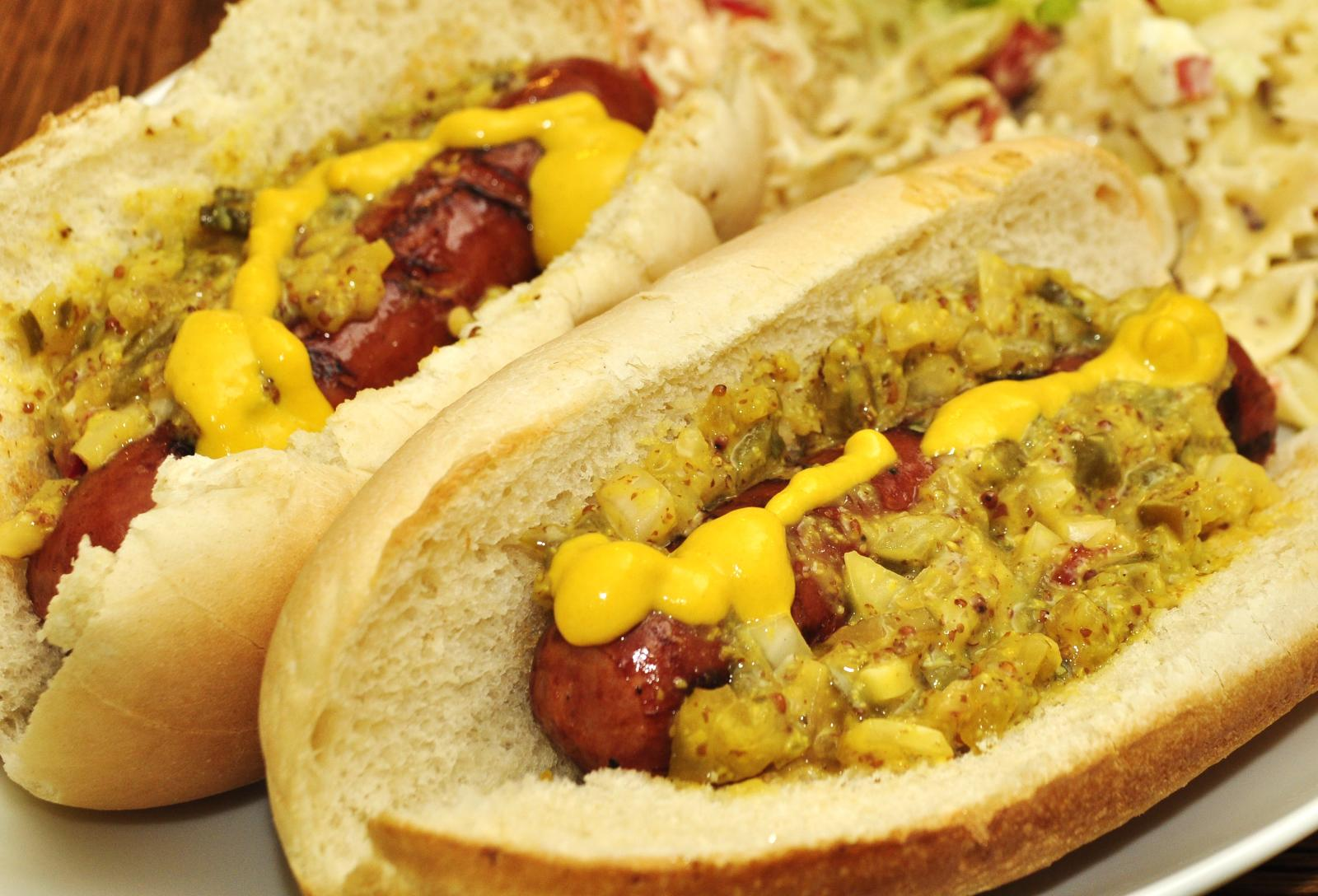
レリッシュを添えたホットドッグ

レリッシュ（英語: relish）は「薬味」「付け合わせ」などを意味する英単語。通常の用法としては野菜や果実、香草の類を細かく刻んで混ぜたものを指す。
北米では特に、ホットドッグに用いられるみじん切りにしたきゅうりピクルスを意味する。これはタルタルソースの材料としても用いられる。